# Đền Kiến Ốc
Đền Kiến Ốc là một ngôi đền cổ thờ Tứ Dương hầu Phạm Tử Nghi, một vị quan triều Mạc, người ủng hộ lập Mạc Chính Trung làm vua thay cho Mạc Phúc Nguyên còn nhỏ tuổi nhưng không thành.
Đền được đặt tại thôn 8, xã Khánh Trung, huyện Yên Khánh, tỉnh Ninh Bình. Ngày 13 tháng 02 năm 1996, đền được công nhận là di tích Kiến trúc Nghệ thuật cấp quốc gia.

## Lịch sử
Phạm Tử Nghi sinh ra vào đầu thế kỷ XVI, cha là Phạm Công, quê ở thôn Nghĩa Xá, xã (làng) Vĩnh Niệm, huyện An Dương, trấn Hải Dương. Phạm Tử Nghi làm quan dưới triều Mạc, tới chức Thái úy, tước Tứ Dương hầu.
Ngày 6 tháng 6 năm 1546 âm lịch, Mạc Hiến Tông qua đời, con trai trưởng là Mạc Phúc Nguyên mới 6 tuổi, lấy lý do "Hiện nay trong nước đang lúc nhiễu loạn nên lập vua lớn tuổi", Phạm Tử Nghi chủ trương lập Hoằng vương Mạc Chính Trung - con trai thứ hai của Mạc Thái Tổ, tức ông chú của Mạc Phúc Nguyên, nối ngôi vua.
Tuy nhiên, các vương tôn họ Mạc và nhiều đại thần không đồng ý vẫn kiên quyết lập Mạc Phúc Nguyên nối ngôi. Phạm Tử Nghi cùng Mạc Văn Minh đưa Mạc Chính Trung về Hoa Dương, huyện Ngư Thiên (Thái Bình) lập triều đình riêng, sau hơn 10 năm chiến cuộc giằng co, phe Phạm Tử Nghi bị đại quân nhà Mạc đánh bại. Mạc Chính Trung và Mạc Văn Minh đem gia tộc và các đồ bảo khí chạy sang Khâu Châu quy thuận nhà Minh, còn Phạm Tử Nghi thu thập tàn binh đóng ở Hải Đông.
Mạc Chính Trung muốn nương nhờ nhà Minh nhưng Phạm Tử Nghi không đồng ý. Trước tình thế Mạc Chính Trung đã ở trong tay nhà Minh, ông củng cố quân đội đánh vào châu Khiêm (thuộc Lưỡng Quảng) để đòi Mạc Chính Trung, quân Minh thua không chế ngự nổi. Tổng đốc Quảng Đông là Âu Dương Tất Liêu một mặt cho người đưa thư trách vua Mạc, một mặt tìm cách cho người bắt cóc mẹ của Phạm Tử Nghi đưa theo đường biển về Trung Quốc, rồi ra điều kiện cho ông phải rút quân không được quấy nhiễu Trung Quốc nữa. Phạm Tử Nghi đành phải hẹn ngày hòa ước; đúng hẹn, ông đến nơi thì bị quân Minh mai phục; ông bị chặt đầu bêu chợ, đốt xác ra tro cho gió thổi bay.
Tương truyền, ngay sau hôm đó người và súc vật Lưỡng Quảng bị hại rất nhiều, tổng đốc Lưỡng Quảng phải ra lệnh làm một hòm bằng gỗ trầm hương đặt thủ cấp Phạm Tử Nghi vào trong làm lễ tế tôn, phong làm "Lưỡng Quốc Phúc Thần", rồi đặt hòm gỗ lên bè nứa, trên che lọng xanh thả xuống dòng sông Tây Giang, bè trôi về nam, đến bến sông Niệm thì dừng, dân làng Vĩnh Niệm rước hòm về làm lễ an táng, xây lăng và dựng đền thờ.
Thời Lê trung hưng, ông được phong tặng 43 mỹ tự: Linh ứng, Dực vận, Tế nghiệp, Hậu đức, Khuông quốc, Dương uy, Cương nghị, Hùng lược, Quốc an, Dân hùng, Vĩ lược, Phong công, Kình thiên, Pháp tổ, Chính trực, thông tích, Minh đạt, Cương trực, Uy dũng, Long thịnh, Linh thông, Dũng quả, Thần đoán, Khoan hòa, Anh danh, Phù ứng đại vương, Thượng đẳng phúc thần.
Thời Nguyễn, ông được sắc phong các mỹ tự: Quảng đại, Hoàng thâm, Chiêu Linh, Hoành mô, Khuông hựu, Quang ý, Dực bảo trung hưng tôn thần.

## Đền Kiến Ốc
Phạm Tử Nghi thường cho quân sĩ giúp nhân dân khai sông, đắp đê nên sau khi nghe tin ông mất, dân làng Kiến Ốc lập đền thờ trên khu đất ông đóng quân khi xưa, tôn làm Phúc thần bản cảnh, duệ hiệu ‘‘Nam Dương đông đạo, Nguyên soái tiết chế các xứ bộ thủy chư doanh, Phò mã Đô úy thành quốc công". Tương truyền, ông thường hiển linh giúp nhân dân nơi đây chống đỡ thiên tai lũ lụt.
Tại Đền Kiến Ốc còn lưu giữ câu đối ca ngợi ông:
Tứ Dương truyền ngọc tích thiên thu từ miếu túc thanh cao
Lưỡng Quảng phân kim qua bách chiến sơn hà dư tráng liệt.
Dịch:
Tứ Dương truyền dấu ngọc nghìn năm, đền miếu cung kính thanh cao
Lưỡng Quảng (Quảng Đông, Quảng Tây) động giáo vàng trăm trận non sông còn vang tráng liệt.
Đền Kiến Ốc có kết cấu bổ dọc, gian ngoài là nơi tế lễ, hội họp, hai cung tiếp là cung thờ và cuối là hậu cung. Hàng năm, vào ngày sinh và ngày mất của ông (mồng 2 tháng 2 và 15 tháng 9 âm lịch) đền tổ chức lễ hội tưởng niệm ông, người dân trong vùng đến dâng lễ vật thờ cúng.